# Sophie Dieuaide
Pour les articles homonymes, voir Dieuaide.
Sophie Dieuaide, née à Angers le 11 septembre 1962, est une autrice de romans policiers pour enfants.

## Biographie
Sophie Dieuaide est née le 11 septembre 1962 à Angers en France elle  a fait des études de dessin et de peinture aux beaux-arts, puis a travaillé avec des architectes.
C'est en 1996 qu'elle a commencé à écrire. Depuis, elle a publié aux éditions Casterman, Bayard, Pocket, Hachette, une trentaine de romans humoristiques, et reçu de nombreux prix littéraires.
Elle est également scénariste de la série de bande dessinée jeunesse Les Papooses, en 7 tomes, illustrée par Catel.
Sophie a trois enfants.

## Œuvre

### Romans
série Sabine-Juliette.com / Signé Juliette/Sabine et Juliette conseille
Deux noms pour une même série, publiée pour la première fois au début des années 2000 et éditée chez Hachette, d'abord dans la collection Bibliothèque verte puis dans la collection "Planète Filles", et enfin dans la collection Hachette Romans. La série a également paru aux éditions Le Livre de poche.
Aux éditions Hachette, collection Bibliothèque verte, sous le titre Sabine-Juliette.com:
- Demandez conseil !
- Parlez-Vous Anglais ?
- Qui Veut Le Journal ?
- Enfin Les Vacances !
- Un job de rêve
- N'oubliez pas de voter !

Aux éditions Hachette Romans et Le Livre de poche sous le titre Signé Juliette:
- Comment j'ai relooké Aurélien Barucci
- Un job de rêve
- 100% vacances !
- 100% déco
- Rumeurs et manigances

Aux éditions Casterman:
•Attention chien sensible !
série Les Enquêtes de Tim et Chloé
La série a paru chez Casterman dans la collection Casterman Cadet.
- À qui profite le crime ?
- Préviens pas la police !
- S.O.S. Collège en danger !
- Touchez pas au trésor !
- Juste un petit coup d'œil"
- C'est sombre une forêt la nuit ...."

### Romans Hors série
- Plus menteur que moi, y'a pas !
- Le Premier Noël de Mia
- Prince Jojo 1er
- Grrrrr !
- Un amour de cousine
- Mon animal à moi
- Peur sur la ferme
- Œdipe, schlac ! schlac ! (2002)
- Ma vie par Minou Jackson, chat de salon
- Minou Jackson, chat de père en fils
- Pensées de Manon D. sur moi-même
- La révolte des filles : un espion raconte, Casterman, 2017
- Esther et Mandragore.

### Nouvelles
Publiées aux éditions Autrement :
- On a trouvé un chien
- Ma mère se remarie
- Pourquoi je vais à l'école ?
- Les Scientifiques sont-ils fous ?
- Filles = garçons ? (2001)
- C'est de famille !
- Pensées de Manon D. sur moi-même et sur quelques autres sujets
- La Vie rêvée ou presque de Manon D.

### Bandes dessinées
- Série Les Papooses , illustrée par Catel (Casterman) :

1. Un très très grand sorcier, 2003
2. À la poursuite du chien géant, 2003
3. La Colère de l'Oiseau-Tonnerre, 2003
4. Un amour de sqwaw, 2004
5. Des Tchipiwas dans les rapides, 2004
6. Du rififi dans la prairie, 2005
7. Un froid de loup, 2005

### Collectif d'auteurs
- Filles = garçons : l'égalité des sexes, texte de Béatrice Vincent, avec une histoire de Sophie Dieuaide, illustrations par Bertrand Dubois, Autrement, 2001  (ISBN 2-7467-0128-6)
- Pourquoi on vote ? : la démocratie, la République, les partis politiques, texte d'Édith de Cornulier, avec une histoire de Sophie Dieuaide, illustrations de Candice Hayat, Autrement, 2007  (ISBN 978-2-7467-0935-5)